# Caja de Retiros y Previsión Social de los Ferrocarriles del Estado
La Caja de Retiros y Previsión Social de los Ferrocarriles del Estado (también conocida por su sigla «Cajaferro») fue una institución existente en Chile entre 1911 y 1980, siendo la más antigua de su tipo y destinada a gestionar las pensiones y prestaciones de seguridad social de los trabajadores de la Empresa de los Ferrocarriles del Estado.

## Historia
La Ley 2498, promulgada el 1 de febrero de 1911, estableció en la Empresa de los Ferrocarriles del Estado una Caja de Ahorros para «los empleados de planta y a contrata y para los empleados a jornal que desempeñen las funciones de maquinistas, fogoneros, palanqueros, cambiadores, mayordomos, jefes de talleres, cabos de cuadrillas de la vía y operarios de las maestranzas», quienes debían cotizar de forma obligatoria, sumado a otros aportes monetarios que realizaba la empresa —como por ejemplo a través de los ingresos por publicidad en las estaciones—. La Ley 3074 del 29 de marzo de 1916 estableció el nombre oficial de «Caja de Ahorros de los Ferrocarriles del Estado» e incorporó a dicha institución a los trabajadores del Ferrocarril Arica-La Paz y de la Red Central Norte.
El 10 de mayo de 1918 fue promulgada la Ley 3379 que reorganizó la Caja de Ahorros de Ferrocarriles, cambiando su nombre a «Caja de Retiros y Previsión Social de los Ferrocarriles del Estado» e incorporando a todos los obreros de la empresa. Su primera sede estuvo ubicada en Rosas 1080, y la administración de la Caja estaba a cargo de un Consejo encabezado por el ministro de Obras Públicas, personeros de la empresa y del gobierno chileno, además de representantes de los obreros ferroviarios, y hacia 1944 la institución contaba con 8 secciones: Retiros, Propiedades, Seguros de Vida, Seguros de Fianzas, Pólizas de Previsión, Créditos, Bancaria y Previsión.
En 1935 fue construido un edificio para albergar la sede de la Caja, diseñado por los arquitectos Eduardo Costabal, Andrés Garafulic y Ambrosio del Río y ubicado en la intersección de la Alameda con la calle Serrano, generando además dos calles interiores denominadas «Omer Huet» y «Hermanos Clark». El 17 de febrero de 1948 dicho edificio sufrió un incendio que destruyó gran parte de la documentación de la Caja de Retiros y Previsión Social, además de 1 200 000 pesos en efectivo que se guardaban en el lugar.
Hacia 1950 la caja era la tercera institución previsional más grande de Chile, con alrededor de 20 mil imponentes, siendo superada solo por la  Caja de Previsión de Empleados Particulares (60 mil) y la Caja Nacional de Empleados Públicos y Periodistas (56 mil). La Caja de Retiros y Previsión Social de los Ferrocarriles del Estado también formó parte de la creación de la «Sociedad Cooperativa de Consumos Cajaferro Ltda.», constituida el 11 de diciembre de 1951 y que buscaba entregar beneficios a sus socios en la adquisición de distintos bienes.
Mediante el decreto ley n.º 3502 del 18 de noviembre de 1980, la Caja de Retiros y Previsión Social de los Ferrocarriles del Estado pasó a formar parte del Instituto de Normalización Previsional (INP), que fusionó las cajas previsionales públicas y privadas existentes hasta dicha fecha.